# Hakon Børresen
Axel Ejnar Hakon Børresen, danski skladatelj, * 2. junij 1876, Kopenhagen, † 6. oktober 1954, Kopenhagen.
Axel Ejnar Hakon Børresen sodi med pomembnejše danske skladatelje 20. stoletja.

## Življenjepis
Børresen se je rodil v trgovski družini. Kot otrok se je učil violine, violončela in klavirja. Po izraženi želji po študiju komponiranja mu je oče leta 1895 uredil študij na Kraljevem danskem konzervatoriju, na katerem je Hakon študiral pri znanem norveškem skladatelju Johanu Svendsnu. Prva Børresnova simfonija je premiero doživela leta 1901 in mu prinesla status obetavnega skladatelja. Kmalu zatem je potoval po Nemčiji, Franciji in Belgiji in ustvarjal poklicne vezi. Od leta 1902 je izmenično živel v Kopenhagnu in Skagnu, kjer si je bil uredil drugi dom. Postal je pomemben organizator številnih danskih glasbenih festivalov in služil kot predsednik Danske skladateljske zveze med letoma 1924 in 1949. Že ob svoji smrti je veljal za enega pomembnejših danskih glasbenikov. Njegovo opero Den Kongelige Gæst (Kraljevi gost) štejejo za najpomembnejšo dansko opero prve polovice 20. stoletja, tudi njegova dela za komorne sestave so doživela zelo dober sprejem.

## Slog
Børresenov stil je primarno poznoromantični, njegova glasba ne odraža tedanjih modernih trendov. Nasprotno, privlačile so ga danske tradicionalne kulturne ideje in ljudske melodije. Na njegov stil je vplival profesor Svendsen, pa tudi Čajkovski.

## Izbrana dela

### Orkestralna
- Simfonija št. 1 v c-molu, op. 3 (1901)
- Simfonija št. 2 v a-duru, op. 7 "Ocean" (1904)
- Simfonija št. 3 v c-duru, op. 21 (1925/26)
- Koncert za violino v g-molu, op. 11 (1904)
- "Normani", Koncertna uvertura, Op. 16 (1912, rev. 1935)
- Serenada v c-duru za rog, godala in tolkala (1944)
- "Nordske ljudske melodije" za godalni orkester (1949)

### Vokalna
- Številna zborovska dela

### Odrska
- Kraljevi gost, opera (1919)
- Kaddara, opera (1921)
- Sanje Tycha Brahea, balet (1924)

### Komorna
- Godalni kvartet št. 1 v e-molu, op. 20 (1913)
- Godalni kvartet št. 2 v c-molu (1939)
- Godalni sekstet v g-duru, op. 5 (1901)
- Sonata za violino in klavir v a-molu, op. 9 (1907)
- Romanca za violončelo in klavir v d-duru, op. 4 (1902)

### Klavirska
- Številna dela